# Oney
Банк Oney (стилізовано під oney; раніше Banque Accord або скорочено BtoB) — французький Інтернет-банк, заснований у 1983 році, дочірня компанія банківської групи BPCE та Auchan Holding. Вона спеціалізується на платіжних рішеннях та фінансових послугах.
У липні 2016 бренд замінив назву з Banque Accord у Франції, та в усьому світі, ставши унікальним брендом для групи. У групі працює 2900 співробітників по всьому світу, більш ніж 9 мільйонів індивідуальних клієнтів та 300 торгових та електронних торгових партнерів.

## Історія
Банк був створений в 1983 році для управління електронним банкінгом та зберігання кредитів для Auchan France. Розвиток діяльності у Франції в основному був з Ашаном, а потім і з іншими партнерами. Розширення асортименту продукції: платіжні засоби, кредит, додаткові послуги, страхування, заощадження. 
У 2016 Banque Accord SA змінила свою назву на Oney Bank SA. Того року група також досягла рекордних результатів.
У лютому 2019 BPCE оголошує про придбання 50,1% акцій Oney Bank, що належать Auchan. 29 липня 2019 року Європейська Комісія схвалює продаж 50,1% Oney Bank SA групі BPCE.

## Оптимізація податків
Дослідження Malta Files показало, що з 2014 по 2016 роки група Auchan розробила систему оптимізації податку через свої дочірні мальтійські компанії Oney Insurance (PCC) Limited (для страхування нетижжевої діяльності), Oney Life (PCC) Limited (для страхування життя). Ці дочірні компанії самі контролюються мальтійською холдинговою компанією Oney Holdings Limited, яка здійснює страхування та перестрахування. Ця фінансова угода дозволила групі заощадити 21 мільйон євро податків.
Практика є законною: завдяки механізму оптимізації оподаткування він дозволяє доходу від страхової діяльності групи переходити на Мальту .

## В Україні
В Україні платіжні картки oney емітуються банком UKRSIBBANK, завдяки співпраці Ашан Україна та BPN.
Детальніше за посиланням [Архівовано 24 вересня 2020 у Wayback Machine.]